# Pararge maia
Pararge maia är en fjärilsart som beskrevs av Fuchs. Pararge maia ingår i släktet Pararge och familjen praktfjärilar. Inga underarter finns listade i Catalogue of Life.